# 粘膜筋板

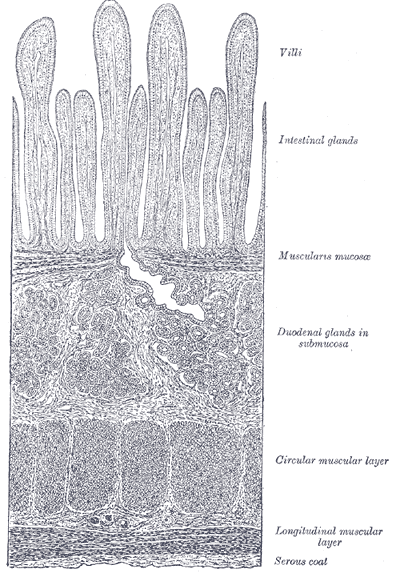

粘膜筋板（ねんまくきんばん、英: muscularis mucosa, lamina muscularis mucosae）とは消化管の主要部において認められる平滑筋の薄層であり、粘膜固有層(en:lamina propria mucosae)外側に位置し、粘膜下層(en:submucosa)から分離されている。
消化管において、粘膜あるいは粘膜層は上皮、固有層、粘膜筋層の組み合わせを意味する。語源はラテン語に由来し翻訳すると"粘膜自身の特殊な層"(lamina propria mucosae)と"粘膜の筋層"(lamina muscularis mucosae)である。
粘膜筋板はそれぞれ方向の異なる数層の筋繊維の層によってなり、その役割は、消化管全体の収縮とは独立した粘膜層の収縮による陰窩の腺液の放出や粘膜表面の接触面積を増やすことにあると考えられている。

## 画像

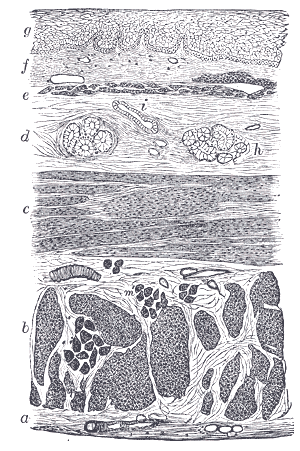
ヒトの食道の区分
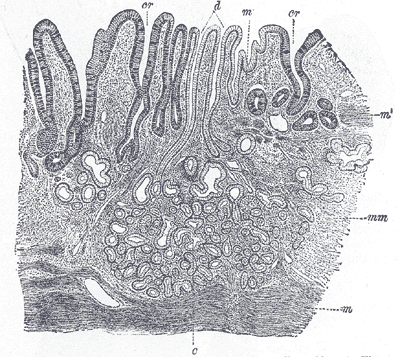
噴門付近のヒトの胃の区分
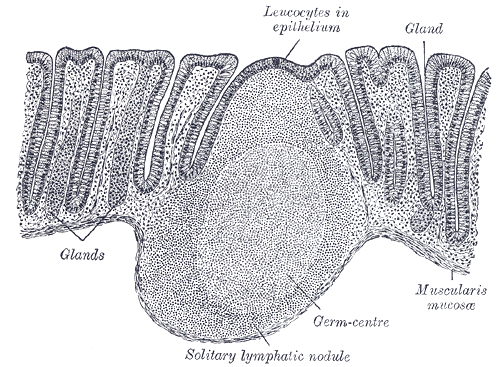
ヒトの粘膜の区分
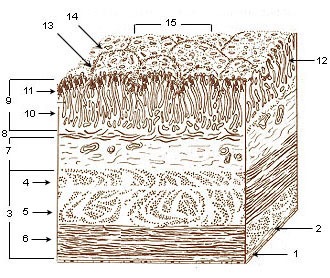
胃壁の層
腸壁の一般構造